# Festetics Pál (királyi kamarás)
Tolnai gróf Festetics Pál (1841. április 25. – Budapest, 1924. május 7.) hitbizományi birtokos, belső titkos tanácsos, császári és királyi kamarás, főkamarásmester.

## Élete
Tolnai gróf Festetics Ágoston és zsadányi és törökszentmiklósi gróf Almásy Adél második gyermeke. A 19. század hetvenes éveiben Budapest pénzügyi és gazdasági életében egyaránt fontos szerepet játszott. A kisbirtokosok földhitelintézetének igazgatósági elnöke volt, de az igazgató nagy anyagi áldozatok mellett hűtlen kezelés miatt megvált az intézettől. Ismert és híres telivértenyésztő, vadász és sportember volt. 1882-től, apja halálától ő igazgatta a Festetics birtokokat, s ettől fogva többnyire gazdaságával foglalkozott. 1883. október 20-án, Malackán feleségül vette erdődi gróf Pálffy Franciskát; gyermekük nem született.
A magyar törvényhozás felsőházának származásánál fogva lett tagja. 1908-ban belső titkos tanácsossá, 1913-ban pedig főkamarásmesterré nevezték ki, s e pozíciójában érte a halál 1924-ben.